# When I Think of You
"When I Think of You" là đĩa đơn thứ ba của ca sĩ người Mỹ Janet Jackson trích từ album phòng thu thứ ba của cô, Control (1986). Được sáng tác và sản xuất bởi bộ đôi Jimmy Jam & Terry Lewis với sự tham gia hỗ trợ viết lời của Jackson, bài hát nói về cảm giác vui vẻ khi ở bên người mình yêu. Đây là đĩa đơn quán quân đầu tiên của nữ ca sĩ trên bảng xếp hạng Billboard Hot 100, giúp cô trở thành nghệ sĩ trẻ nhất kể từ Stevie Wonder đứng đầu Hot 100 (lúc đó Jackson mới 20 tuổi).
Janet Jackson đã biểu diễn "When I Think of You" trong tất cả các chuyến lưu diễn trong sự nghiệp của mình.

## Danh sách bài hát
Đĩa 7" tại Mỹ/Canada/Châu Âu/Nhật Bản (1986)
1. "When I Think of You" – 3:56
2. "Pretty Boy" – 6:32

Đĩa 7" tại Vương quốc Anh (1986)
1. "When I Think of You" – 3:56
2. "Come Give Your Love to Me" – 5:03

Đĩa 12" tại Tây Ban Nha/Pháp/Đức (Dance remix) (1986)
1. "When I Think of You" (dance remix) – 6:12
2. "When I Think of You" (không lời) – 4:00
3. "When I Think of You" (beat mở rộng) – 2:00
4. "When I Think of You" (dub version) – 3:15

Đĩa 12" tại Mỹ/Canada/Philippines/Châu Úc (1986)
1. "When I Think of You" (dance remix) – 6:12
2. "When I Think of You" (không lời) – 4:00
3. "When I Think of You" (beat mở rộng) – 2:00
4. "When I Think of You" (dub / a cappella) – 3:15

Đĩa 12" tại Vương quốc Anh (1986)
1. "When I Think of You" (dance remix) – 6:25
2. "When I Think of You" (không lời / a cappella / beat mở rộng) – 9:17
3. "Come Give Your Love to Me" – 5:03

Đĩa CD tại Vương quốc Anh #1 / Đĩa 12" đôi quảng cáo – Deep Dish/Heller & Farley Mixes (1996)
1. "When I Think of You" (Deep Dish Chocolate City Mix) – 9:35
2. "When I Think of You" (Deep Dish Quiet Storm Dub) – 7:52
3. "When I Think of You" (Deep Dish Dished Out Bums) – 11:22
4. "When I Think of You" (Heller & Farley Project Mix) – 10:46
5. "When I Think of You" (Junior Trackhead Joint) – 7:08

Đĩa CD tại Vương quốc Anh #2 / Đĩa 12" đôi quảng cáo – The David Morales Remixes (1996)
1. "When I Think of You" (Morales Extended House Mix) – 7:43
2. "When I Think of You" (Morales Drum Mix) – 5:10
3. "When I Think of You" (Morales Jazzy Mix) – 10:19
4. "When I Think of You" (Morales Crazy Love Mix) – 8:45
5. "When I Think of You" (Morales Classic Club Mix) – 6:57
6. "When I Think of You" (Morales Incredible Boss Dub) – 7:12

## Xếp hạng và chứng nhận
| Bảng xếp hạng (1986-2015)          | Vị trí cao nhất |
| ---------------------------------- | --------------- |
| Australian Kent Music Report       | 53              |
| Belgian Singles Chart (Flanders)   | 8               |
| Canadian Singles Chart             | 6               |
| Dutch Top 40                       | 3               |
| German Singles Chart               | 36              |
| Irish Singles Chart                | 10              |
| New Zealand Singles Chart          | 23              |
| Spanish Singles Chart              | 24              |
| UK Singles Chart                   | 10              |
| US Billboard Hot 100               | 1               |
| US Billboard Hot R&B/Hip-Hop Songs | 3               |
| US Billboard Hot Dance Club Songs  | 1               |
| US Billboard Adult Contemporary    | 10              |

| Bảng xếp hạng (1986) | Vị trí |
| -------------------- | ------ |
| US Billboard Hot 100 | 32     |

| Quốc gia                                                                           | Chứng nhận | Số đơn vị/doanh số chứng nhận |
| ---------------------------------------------------------------------------------- | ---------- | ----------------------------- |
| Hoa Kỳ (RIAA)                                                                      | Vàng       | 500,000^                      |
| * Chứng nhận dựa theo doanh số tiêu thụ. ^ Chứng nhận dựa theo doanh số nhập hàng. |            |                               |